# Phrurolithus pullatus
Phrurolithus pullatus is een spinnensoort uit de familie van de Phrurolithidae.
De wetenschappelijke naam van de soort werd in 1897 gepubliceerd door Władysław Kulczyński.